# Leopold Kielholz
Leopold Kielholz (Bazel, 9 juni 1911 - Zürich, 4 juni 1980) was een Zwitsers voetballer en voetbalcoach die speelde als aanvaller.

## Carrière
Kielholz speelde gedurende zijn loopbaan voor Old Boys Basel, Black Stars Basel, FC Basel, Servette, FC Bern, FC Bern, Stade de Reims en FC Young Fellows. Met Servette speelde hij in 1933 en in 1934 kampioen en in 1934 werd hij topscorer van de hoogste klasse.
Kielholz speelde tussen 1933 en 1938 voor Zwitserland, hij speelde in totaal 17 interlands waarin hij twaalf keer kon scoren. Hij nam met zijn land deel aan het WK 1934 en aan het WK 1938.
Hij trainde gedurende zijn spelersloopbaan Stade de Reims en nadien in twee periodes de nationale ploeg van Zwitserland.

## Erelijst
- Servette
  - Landskampioen: 1933, 1934
  - Topscorer: 1934